# Mihalț
Mihalț (veraltet Mihalța; deutsch Michelsdorf, ungarisch Mihálcfalva oder Mihálc) ist eine rumänische Gemeinde im Kreis Alba in der Region Siebenbürgen.
Der Ort selbst ist auch bekannt unter den ungarischen Bezeichnungen Mihályfalva und Középvinc.

## Geographische Lage

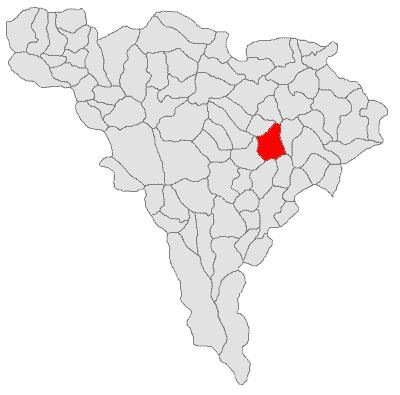
Lage der Gemeinde Mihalț im Kreis Alba

Die Gemeinde Mihalț liegt am Fluss Târnava (Kokel) – dem größten Nebenfluss des Mureș (Mieresch) –  2 Kilometer (Luftlinie) von der Mündung der Kokel in den Mieresch entfernt, im Südwesten des Siebenbürgischen Beckens. An der Kreisstraße (Drum județean) DJ 107B und der Bahnstrecke Teiuș–Brașov (Dreikirchen–Kronstadt), befindet sich der Ort Mihalț 6 Kilometer südöstlich der Stadt Teiuș (Dreikirch); die Kreishauptstadt Alba Iulia (Karlsburg) liegt etwa 22 Kilometer südwestlich von Mihalț entfernt.

## Geschichte
Auf dem Territorium von Mihalț befinden sich archäologische Fundstätten – von den Einheimischen Măticuța, (La Cânepi im eingemeindeten Dorf Obreja) genannt –, die auf eine Besiedlung seit der Jungsteinzeit bzw. der Bronzezeit hinweisen.
Unter der Bezeichnung Mittelwinz, von Siebenbürger Sachsen gegründet, wurde der Ort 1218 erstmals erwähnt. Die Siebenbürger Sachsen verließen nach und nach das Dorf, so dass es ab dem 15. Jahrhundert mehrheitlich von Rumänen besiedelt wurde.
Die Hauptbeschäftigung der Bevölkerung sind die Landwirtschaft, Viehzucht und Weinbau. 

## Bevölkerung
Bei der Volkszählung 1850 lebten auf dem Gebiet der heutigen Gemeinde 2606 Menschen. 2484 davon waren Rumänen, 23 Ungarn, acht Deutsche und 91 andere (davon 86 Roma). Auf dem Gebiet der Gemeinde stellten die Rumänen die Mehrheit der Bevölkerung. Die höchste Einwohnerzahl (4559) wurde 1977 erreicht, seither fiel die Bevölkerungszahl. 2002 wurden 3679 Menschen gezählt, davon 3616 Rumänen, 13 Ungarn und 50 Roma. Die höchste Anzahl der Rumänen (4556) wurde 1977, der Ungarn (88) 1910, der Deutschen (15) 1890 und 1900 und die der Roma 1850 gezählt.

## Sehenswürdigkeiten
- Die Rumänisch-Orthodoxe Kirche, 1884 errichtet und  2008 erneuert.[7]
- Die Burg und Landsitz Weselleny im eingemeindeten Dorf Obreja (Augendorf), im 18.–20. Jahrhundert errichtet (das Landhaus 1901), steht unter Denkmalschutz.[4]